# I liga polska na żużlu (2011)
Rozgrywki I ligi żużowej w sezonie 2011 rozpoczęły się 3 kwietnia 2011. W lidze brało udział 8 zespołów.

## Zespoły
| Klub                   | Poprzedni sezon |
| ---------------------- | --------------- |
| Polonia Bydgoszcz      | Ekstraliga      |
| Lotos Wybrzeże Gdańsk  | 3               |
| SK Lokomotīve Dyneburg | 2               |
| Start Gniezno          | 4               |
| PSŻ Lechma Poznań      | 6               |
| ROW RKM Rybnik         | 7               |
| GTŻ Grudziądz          | 5               |
| Orzeł Łódź             | II Liga         |

## Rozgrywki

### Runda zasadnicza

#### Tabela
| Poz. | Drużyna                | M  | Z  | R | P  | B | Pkt | +/-  | Kwalifikacja lub spadek |
| ---- | ---------------------- | -- | -- | - | -- | - | --- | ---- | ----------------------- |
| 1    | Polonia Bydgoszcz      | 14 | 11 | 0 | 3  | 7 | 29  | +219 | Awans do Play-off       |
| 2    | Start Gniezno          | 14 | 10 | 0 | 4  | 5 | 25  | +104 | Awans do Play-off       |
| 3    | GTŻ Grudziądz          | 14 | 10 | 0 | 4  | 5 | 25  | +120 | Awans do Play-off       |
| 4    | Lotos Wybrzeże Gdańsk  | 14 | 9  | 0 | 5  | 4 | 22  | +150 | Awans do Play-off       |
| 5    | SK Lokomotīve Dyneburg | 14 | 5  | 0 | 9  | 3 | 13  | −8   |                         |
| 6    | ROW RKM Rybnik         | 14 | 4  | 0 | 10 | 3 | 11  | −94  |                         |
| 7    | Orzeł Łódź             | 14 | 5  | 0 | 9  | 1 | 11  | −210 |                         |
| 8    | PSŻ Lechma Poznań      | 14 | 2  | 0 | 12 | 0 | 4   | −281 | Baraż o utrzymanie      |

1. 1 2  Punkty w meczach bezpośrednich: Gniezno: 3, Grudziądz: 2.
2. 1 2  Punkty w meczach bezpośrednich: Rybnik: 3, Łódź: 2.

#### Wyniki
| Gospodarz \ Gość       | BYD   | GNI   | GRU   | GDA   | DAU   | RYB   | ŁÓD   | POZ   |
| ---------------------- | ----- | ----- | ----- | ----- | ----- | ----- | ----- | ----- |
| Polonia Bydgoszcz      | —     | 57–32 | 56–34 | 50–40 | 57–33 | 59–31 | 66–24 | 64–26 |
| Start Gniezno          | 43–47 | —     | 44–46 | 48–42 | 53–37 | 53–37 | 50–39 | 60–30 |
| GTŻ Grudziądz          | 39–51 | 40–49 | —     | 47–43 | 52–35 | 55–35 | 59–31 | 56–34 |
| Lotos Wybrzeże Gdańsk  | 49–41 | 37–52 | 45–44 | —     | 61–29 | 60–30 | 60–30 | 69–16 |
| SK Lokomotīve Dyneburg | 53–37 | 54–36 | 41–49 | 44–45 | —     | 47–43 | 46–13 | 40–00 |
| ROW RKM Rybnik         | 48–42 | 35–55 | 39–51 | 38–52 | 47–42 | —     | 40–00 | 52–38 |
| Orzeł Łódź             | 32–58 | 33–57 | 39–50 | 48–42 | 46–44 | 46–43 | —     | 53–37 |
| PSŻ Lechma Poznań      | 36–54 | 42–48 | 00–40 | 34–56 | 52–38 | 51–39 | 41–49 | —     |

### Play-off
Do fazy play off awans uzyskały cztery najlepsze zespoły z rundy zasadniczej. W tej fazie rozgrywek poszczególne zespoły spotkały się dwukrotnie, każdy z każdym, raz na własnym torze, raz na wyjeździe. Do wyników uzyskanych w fazie finałowej doliczono punkty meczowe i biegowe zdobyte w rundzie zasadniczej, uwzględniając jedynie bezpośrednie spotkania zespołów biorących udział w play off.
| Poz. | Drużyna               | M  | Z | R | P | B | Pkt | +/-  | Kwalifikacja lub spadek      |  | BYD   | GDA   | GNI   | GRU   |
| ---- | --------------------- | -- | - | - | - | - | --- | ---- | ---------------------------- |  | ----- | ----- | ----- | ----- |
| 1    | Polonia Bydgoszcz (M) | 12 | 8 | 1 | 3 | 6 | 23  | +129 | Awans do Speedway Ekstraligi |  | —     | 57–33 | 52–38 | 67–23 |
| 2    | Lotos Wybrzeże Gdańsk | 12 | 6 | 1 | 5 | 2 | 15  | −5   | Awans do Speedway Ekstraligi |  | 48–42 | —     | 52–40 | 57–32 |
| 3    | Start Gniezno         | 12 | 5 | 0 | 7 | 3 | 13  | +1   | Baraż o Speedway Ekstraligę  |  | 51–39 | 43–47 | —     | 55–35 |
| 4    | GTŻ Grudziądz         | 12 | 3 | 2 | 7 | 1 | 9   | −125 |                              |  | 45–45 | 45–45 | 46–44 | —     |

### Końcowa klasyfikacja
| I Liga 2011 | I Liga 2011                                                            |
| ----------- | ---------------------------------------------------------------------- |
| 1.          | Polonia Bydgoszcz Drużynowy Mistrz I Ligi Awans do Speedway Ekstraligi |
| 2.          | Lotos Wybrzeże Gdańsk Awans do Speedway Ekstraligi                     |
| 3.          | Start Gniezno                                                          |
| 4.          | GTŻ Grudziądz                                                          |
| 5.          | SK Lokomotīve Dyneburg                                                 |
| 6.          | ROW RKM Rybnik                                                         |
| 7.          | Orzeł Łódź                                                             |
| 8.          | PSŻ Lechma Poznań Spadek do II Ligi żużlowej                           |